# Лилия Бельгии (мультфильм)
«Лилия Бельгии» — мультипликационно-игровая притча Владислава Старевича. Фантастическая драма-аллегория о судьбе Бельгии, захваченной немецкими войсками. Объемная мультипликация, смонтированная с актерскими эпизодами. Кроме старика-рассказчика и девочек, действующими лицами являются жуки, стрекозы и цветы. Судьбу Бельгии аллегорически изображает лилия.

## Сюжет
Девочка (Ирина Старевич) в лесу нашла сломанную лилию и принесла ее дедушке, думавшему в это время об ужасах начавшейся мировой войны, — и сломанная лилия напоминает ему о несчастной Бельгии. Её судьбу аллегорически изображает лилия, погибающая от заговора жуков.

## История создания
По заказу Скобелевского комитета Владислав Старевич снял мультипликационную-игровую притчу о судьбе Бельгии, захваченной немецкими войсками.